# Hanseniaspora
Hanseniaspora és un gènere de fongs ascomicots de l'ordre dels sacaromicetals (Saccharomycetales). Inclou unes 15 espècies amb aspecte de llevats. El nom de Kloeckera s'aplicava a la seva forma anamorfa.